# ミゲル・トラウコ
ミゲル・トラウコ（Miguel Trauco）こと、ミゲル・アンヘル・トラウコ・サーベドラ（Miguel Ángel Trauco Saavedra、1992年8月25日 - ）は、ペルー・サン・マルティン県タラポト出身のサッカー選手。メジャーリーグサッカーのサンノゼ・アースクエイクス所属。ペルー代表。ポジションはディフェンダー、ミッドフィールダー。

## 経歴

### クラブ
ウニオン・コメルシオでプロキャリアをスタート。
2016年、ウニベルシタリオ・デポルテスに移籍。リーグ戦39試合で1ゴール11アシストの成績を残し、このシーズンの年間MVPに選出された。
2016年12月、フラメンゴに移籍。
2019年7月31日、フラメンゴは60万€のオファー受け入れ、フランス・リーグ・アンのサンテティエンヌへ完全移籍することが発表された。
2022年9月2日、サンノゼ・アースクエイクスに1年半契約で移籍した。

### 代表
2014年8月のパナマ戦でペルー代表デビュー。2018年5月14日、トラウコは2018 FIFAワールドカップのペルー代表メンバーに選出された。 2019年5月30日、トラウコは監督リカルド・ガレカによって、ブラジルで開催されるコパ・アメリカ2019のペルー代表メンバーに選出された。

## 代表歴

### 出場大会
- ペルー代表
  - 2018 FIFAワールドカップ

### 試合数
- 国際Aマッチ 74試合 0得点（2014年-）[8]

| ペルー代表 | 国際Aマッチ | 国際Aマッチ |
| 年         | 出場        | 得点        |
| ---------- | ----------- | ----------- |
| 2014       | 2           | 0           |
| 2015       | 0           | 0           |
| 2016       | 10          | 0           |
| 2017       | 10          | 0           |
| 2018       | 13          | 0           |
| 2019       | 15          | 0           |
| 2020       | 4           | 0           |
| 2021       | 9           | 0           |
| 2022       | 5           | 0           |
| 2023       | 6           | 0           |
| 2024       |             |             |
| 通算       | 74          | 0           |

## タイトル

### クラブ
ウニオン・コメルシオ
- コパ・ペルー: 2010

ウニベルシタリオ・デポルテス
- プリメーラ・ディビシオン: アペルトゥーラ 2016

CRフラメンゴ
- カンピオナート・カリオカ: 2017

### 個人
- プリメーラ・ディビシオン年間MVP: 2016
- カンピオナート・カリオカ年間ベストイレブン: 2017[9]
- コパアメリカ　ベストイレブン　2019